# Rosane Marchetti
Rosane Maria Marchetti, mieux connue comme Rosane Marchetti (née le 23 janvier 1960 à Nova Prata), est une journaliste, présentatrice de télévision et femme d'affaires brésilienne,.

## Carrière
Rosane a travaillé pendant 31 ans à RBS TV, affilié à TV Globo à Rio Grande do Sul. Il est d'abord allé à Porto Alegre pour étudier la sociologie. Puis à PUC pour étudier le journalisme.
Lorsqu'il a commencé sa carrière de journaliste, en 1985, il avait déjà quitté l'université pour travailler. Au milieu du cours, Rosane a auditionné sur TV Pampa (aujourd'hui affilié à RedeTV! à Rio Grande do Sul).
Avant de travailler à la télévision, Rosane a travaillé à Eco do Vale, un journal de Bento Gonçalves. C'était pendant les vacances d'été. Là, il a fait une page avec des nouvelles de la région, a pris des photos, écrit des textes, vendu des publicités et m'a même envoyé la mise en page.
Elle a déjà animé plusieurs programmes télévisés RBS tels que Bom Dia Rio Grande, Jornal do Almoço et Campo e Lavoura (ce dernier est maintenant une fonctionnalité de Galpão Crioulo), en plus d'être une présentatrice occasionnelle sur RBS Notícias.
À partir de 1996, Rosane est rédactrice en chef et présentatrice du Jornal do Almoço, aux côtés de Cristina Ranzolin, Paulo Sant'Ana et Lasier Martins.
Il a quitté la présentation du journal en novembre 2010, lorsqu'il est devenu journaliste pour le réseau. De plus, il réalise des reportages pour Jornal Nacional et Globo Repórter, de Rede Globo.
En août 2011, Rosane a eu un cancer du sein et a pris sa retraite du journalisme à RBS TV. De retour après neuf mois dans la lutte contre le cancer, Rosane est revenue au reportage sur RBS TV.
En avril 2016, Rosane a annoncé publiquement sur son profil de réseau social sa démission de RBS TV après 31 ans,.
Le 27 septembre 2018, il inaugure son site internet et crée la société Marchetti Comunicação, centrée sur la création et la production de son propre contenu et pour des tiers.
En juin 2019, elle est nommée coordinatrice communication du Tribunal régional fédéral de la 4e région.

## Récompenses
En février 2014, Rosane a été la première journaliste du Rio Grande do Sul à remporter Troféu Mulher Imprensa, dans la catégorie Meilleure journaliste télévisée, battant des noms comme Monalisa Perrone, Delis Ortiz et Zileide Silva, tous de TV Globo.

## Vie privée
Rosane est mariée au fonctionnaire Luiz Roberto Martins Filho. Elle est la mère de l'avocate Camila Marchetti Reinelli.